# Посёлок при 7 шлюзе ББК
Посёлок при 7 шлю́зе ББК — посёлок в составе Повенецкого городского поселения Медвежьегорского района Республики Карелия.

## География
Посёлок расположен при 7-м шлюзе Беломорско-Балтийского канала, в 2,5 км к югу от Волозера. Площадь населённого пункта 71,3 га.
Посёлок находится на расстоянии 8 км от центра поселения — посёлка городского типа Повенец.

## Население
| 2002 | 2009 | 2010 | 2013 |
| ---- | ---- | ---- | ---- |
| 105  | ↗119 | ↘73  | ↘64  |

## Промышленность
На северной окраине посёлка находятся грузовой причал и база по переработке древесины.

## Инфраструктура
В посёлке имеется торговый ларёк.
Системы централизованного тепло- и газоснабжения, водоотведения и канализации в посёлке отсутствуют.
С Повенцом и другими населёнными пунктами посёлок связан автомобильными дорогами местного значения.